# 勢真院
勢真院（せいしんいん、生年不詳 - 天保6年1月11日（1835年2月8日））は、江戸幕府第11代将軍・徳川家斉の側室。俗名は満、または万（お万の方）、満武。
家斉の最初期の側室で、家斉の第一子である淑姫、長男の竹千代（夭折）など、1男3女を生んだ。

## 生涯
父は幕府旗本の平塚為善（為喜）。母は松浦信秀の娘。
天明年間、本丸御次となり、のちに御中﨟となる。
寛政元年（1789年）3月25日、家斉との間に淑姫（後に尾張藩第10代藩主・徳川斉朝正室）を出産。淑姫は家斉の長女（第一子）である。出産後の4月に老女上座格となった。
寛政2年（1790年）10月1日に家斉の二女（第二子）を生むが命名前に死去（法名の院号は瓊岸院）。
寛政4年（1792年）7月13日には家斉の長男（第三子）・竹千代を出産するが、翌寛政5年（1793年）6月24日に夭折（法名の院殿号は孝順院殿）。寛政5年（1793年）9月、お万の方は「御内証御方」となる。
寛政8年（1796年）7月11日に家斉の三女・綾姫を出産。寛政9年（1797年）閏7月3日、綾姫と仙台藩主・伊達政千代（周宗）との婚約が成立するが、寛政10年（1798年）3月28日に夭折した（法名の院号は麗玉院）。
天保6年（1835年）1月11日、死去。戒名は勢真院登譽宝岸了智大姉。